# Chi Tảo đen
Chi Tảo đen (danh pháp khoa học: Porphyra), thuộc ngành tảo đỏ Rhodophyta, bao gồm khoảng 70 loài

## Tên thông dụng
Dù là tảo nhưng tên thông dụng của chi tảo đen là Rong mứt, hay rong mứt biển, rong biển đen.

## Đặc điểm
Rong mứt sinh sống và phát triển tự nhiên ở khu vực nước lợ hoặc nước mặn vùng nước biển nông (shallow).